# Filüksinos Saliba Özmen
Filoksenos (imię świeckie Saliba Özmen, ur. 17 lipca 1964 w Marbobo) – duchowny Syryjskiego Kościoła Ortodoksyjnego, od 2003 biskup Mardinu. Sakrę biskupią otrzymał 9 lutego 2003.